# Parasemia caespitis
Parasemia caespitis là một loài bướm đêm thuộc phân họ Arctiinae, họ Erebidae.